# Ракетный удар по Одессе 23 июля 2023 года
23 июля 2023 года российские войска в ходе своего вторжения в Украину нанесли очередной ракетный удар по Одессе.
В результате удара был частично разрушен Спасо-Преображенский собор — крупнейший православный храм Одессы, относящийся к УПЦ (МП). Также был поврежден Дом учёных и еще ряд зданий исторического центра Одессы. Всего было повреждено 44 здания, в том числе 29 памятников культурного наследия. В результате атаки получил ранения 21 человек. Два человека погибли.

## Предыстория
17 июля 2023 года истекал срок зерновой сделки и МИД РФ объявил о том, что действие зерновой сделки прекращается с 18 июля, не став продлевать соглашение, по которому осуществлялся экспорт зерна из трех украинских портов Черного моря, в том числе из порта Одессы. После этого Одесса подверглась целой серии ракетных атак в течение нескольких дней подряд.
17 июля 2023 года произошел взрыв на Крымском мосту. Россия называла последующие свои атаки по украинским портам «ударами возмездия».
В ночь на 18 июля 2023 года Россия атаковала Одессу с помощью иранских дронов Shahed и шести ракет «Калибр», запущенных с российских кораблей в Черном море. Оперативное командование «Юг» ВСУ заявило, что все ракеты были уничтожены, однако их обломки и взрывная волна нанесли повреждения портовой инфраструктуре города и нескольким частным домовладениям, ранения получил один человек. 
В ночь на 19 июля произошел еще один обстрел Одессы. Россия вновь использовала дроны-камикадзе, однако на этот раз применила ракеты Х-22 и П-800 «Оникс». Ракеты «Оникс», разработанные как противокорабельные средства, из-за своей высокой скорости и низкой высоты полета оказались крайне сложными целями для украинской ПВО и их практически не удавалось сбить. Атакой 19 июля были повреждены зерновой и масляный терминалы Одесского порта, табачный склад, несколько жилых домов. По словам украинского президента Владимира Зеленского, в ходе этой атаки было уничтожено зерно, предназначавшееся для Китая. В ходе этой атаки пострадали 12 человек. Зеленский назвал эту атаку «едва ли не крупнейшей за все время полномасштабной войны попыткой России причинить боль Одессе». Минобороны РФ заявляло, что удар был нанесен «по объектам военной промышленности, топливной инфраструктуры и складам боеприпасов», при этом издание «Медиазона» отмечало, что российская пропаганда в этом случае как обычно пыталась оправдать атаки по гражданским объектам, называя те «военной инфраструктурой». 
В ночь на 20 июля произошла третья подряд российская атака Одессы. По словам украинских военных, в этот раз российская армия выпустила по Одессе и Николаеву 19 ракет и 19 дронов-камикадзе, а украинская ВПО уничтожила 18 воздушных целей из них. При этом Одессу атаковали 20 «воздушных целей». По данным властей Украины, в результате этой атаки было ранено 4 человека, а 1 человек погиб. В результате удара в центре города возник пожар на площади 300 кв. м. Пострадали здания исторического центра города, включая здания Одесского литературного музея и Одесского археологического музея. Министр культуры Украины Александр Ткаченко  отмечал, что поврежденные здания относятся ко Всемирному наследию ЮНЕСКО — историческому центру Одессы. От атаки России пострадало и здание консульства Китая в Одессе. 
22 июля 2023 года ЮНЕСКО осудило атаки на объекты культурного наследия, отмечая что всего две недели назад в результате одной из атак было разрушено историческое здание во Львове. В ЮНЕСКО также отметили разрушение Николаевского центра народного творчества и художественного просвещения.

## Ход событий

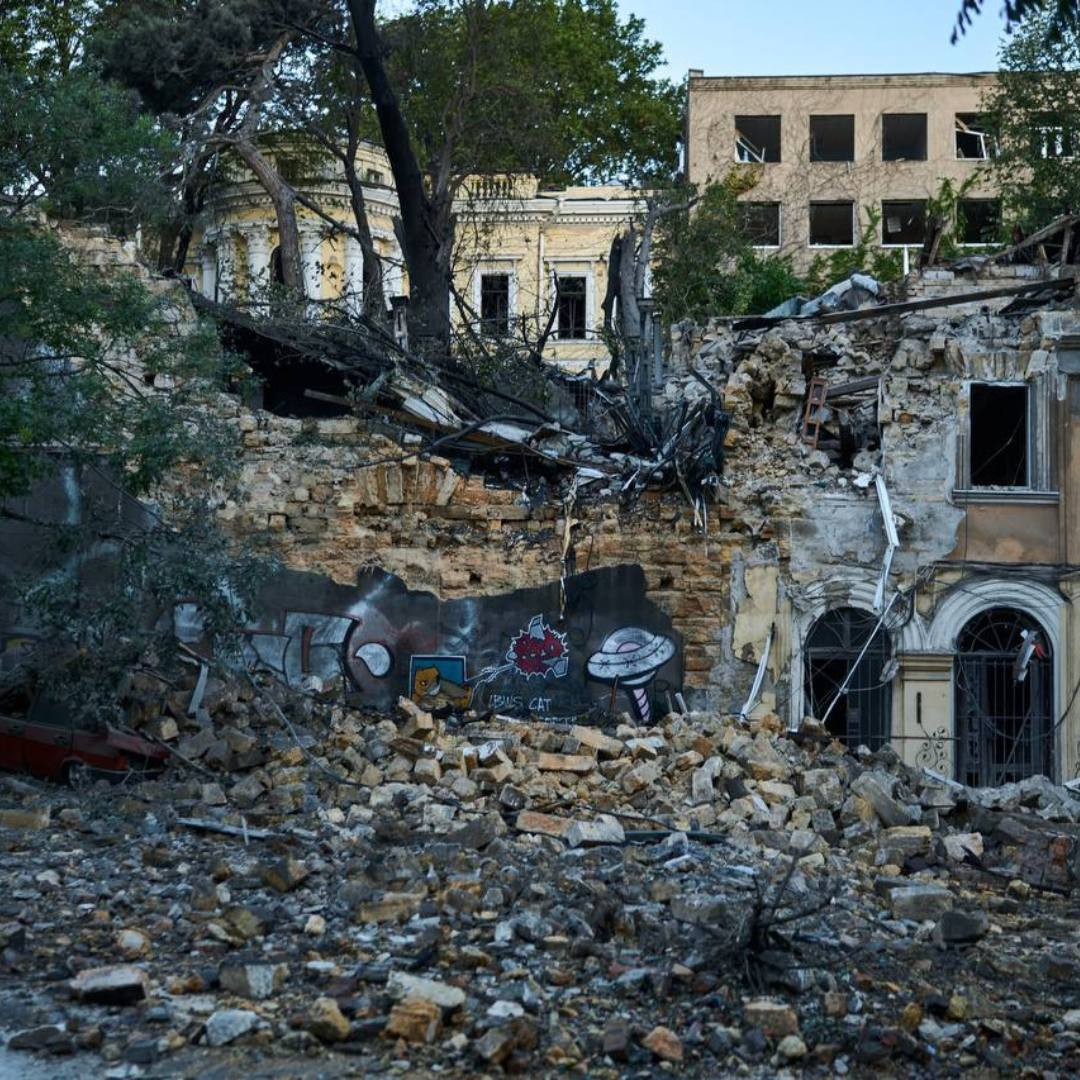
Повреждённые исторические здания: дворец графа Толстого, ныне Дом учёных (слева на заднем плане) и дом Чижевича (на переднем)

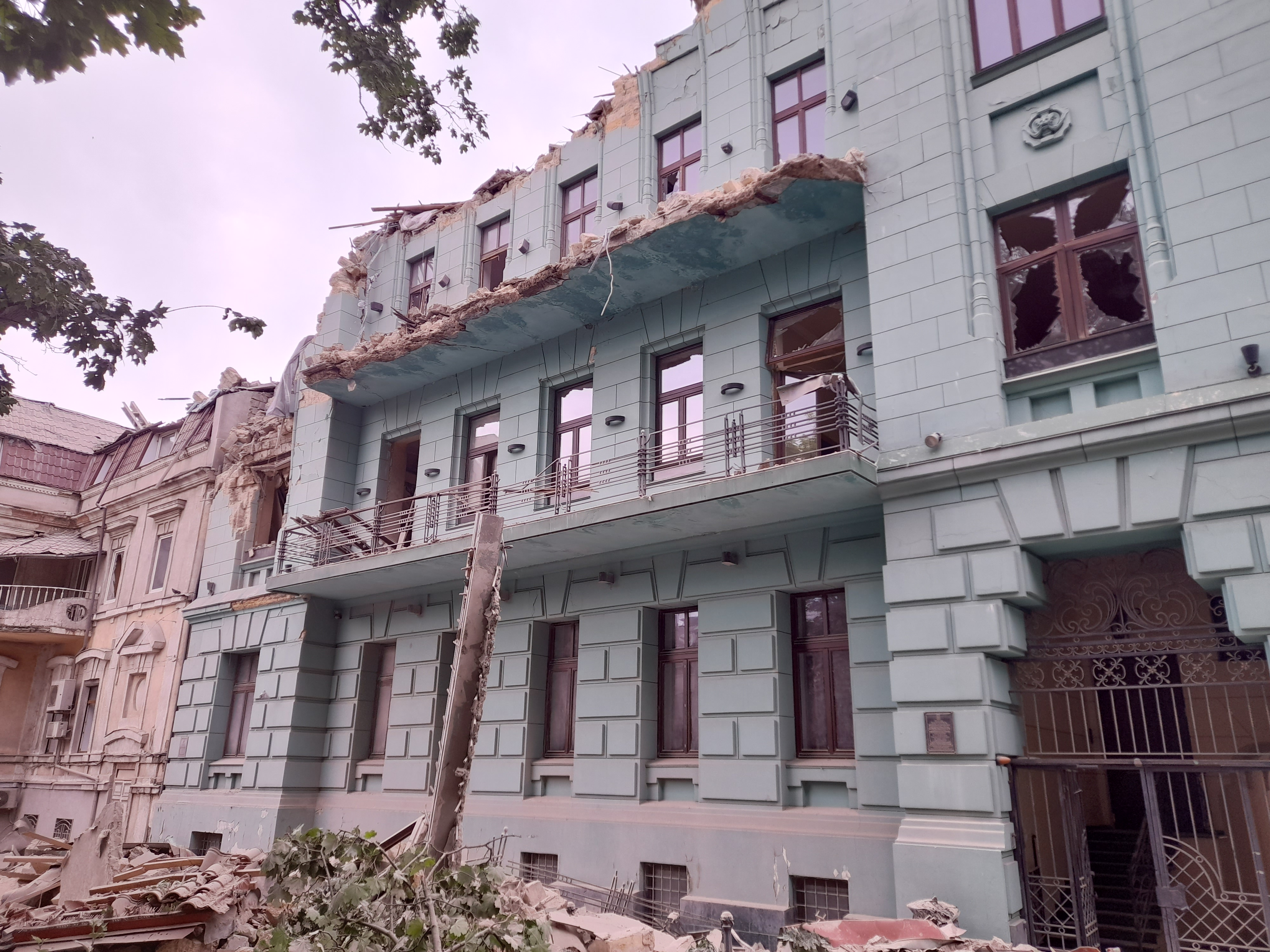
Дом на Преображенской улице, 4

В ночь на 23 июля российская армия нанесла очередной удар по Одессе. По данным ВСУ, было применено 19 ракет 5 типов: 5 ракет «Оникс», три Х-22, четыре ракеты «Калибр», пять «Искандер-К» и две Искандер-М. ВСУ сообщили, что им удалось уничтожить 9 ракет: 4 ракеты  «Калибр» и пять «Искандер-К».
В результате атаки была повреждена портовая инфраструктура, по меньшей мере шесть жилых домов, десятки автомобилей. В большей или меньшей мере повреждены 29 памятников культурного наследия.

## Реакция

### Международное сообщество
ООН
Генеральный секретарь ООН Антониу Гутерриш решительно осуждает ракетный удар сил РФ по Одессе. Заявление об этом было опубликовано от имени спикера ООН Стефана Дюжаррика на официальном сайте организации в воскресенье, 23 июля.
 ЮНЕСКО
Генеральный директор ЮНЕСКО Одри Азуле опубликовала заявление с резким осуждением новых российских атак на объекты в Одессе, причисленные к фонду Всемирного наследия.
Это возмутительное разрушение знаменует собой эскалацию насилия в отношении культурного наследия Украины. Я решительно осуждаю это нападение на культуру и призываю РФ предпринять конструктивные действия для выполнения своих обязательств по международному праву, включая Гаагскую конвенцию 1954 года о защите культурных ценностей в случае вооруженного конфликта и Конвенцию о всемирном наследии 1972 года.
 Италия
Премьер-министр Италии Джорджия Мелони заявила, что ее страна поможет Украине в реставрации Спасо-Преображенского собора.